# Jerudong FC
Der Jerudong Football Club (malaiisch Kelab Bola Sepak Jerudong) ist ein bruneiischer Fußballverein aus Kumbang Pasang, Kianggeh. Aktuell, Stand Juni 2025, spielt der Verein in höchsten Liga des Landes, der Brunei Super League.

## Stadion
Seine Heimspiele trägt der Verein auf dem Jerudong Primary School Field in Bandar Seri Begawan aus. Eigentümer der Spielstätte ist die Jerudong International School.

## Saisonplatzierung
| Saison  | Liga                  | Liga  | Liga                                          | Liga                                          | Liga                                          | Liga                                          | Liga                                          | Liga                                          | Liga                                          | Pokal                                         | Pokal |
| Saison  | Liga                  | Level | Spiele                                        | S                                             | U                                             | N                                             | Tore                                          | Punkte                                        | Position                                      | Brunei FA Cup                                 |       |
| ------- | --------------------- | ----- | --------------------------------------------- | --------------------------------------------- | --------------------------------------------- | --------------------------------------------- | --------------------------------------------- | --------------------------------------------- | --------------------------------------------- | --------------------------------------------- | ----- |
| 2012/13 | Brunei Super League   | 1     | 9                                             | 2                                             | 3                                             | 4                                             | 18:16                                         | 9                                             | 8.                                            |                                               |       |
| 2014    | Brunei Super League   | 1     | 16                                            | 2                                             | 6                                             | 8                                             | 24:42                                         | 12                                            | 8.                                            |                                               |       |
| 2015    | Brunei Super League   | 1     | 18                                            | 8                                             | 2                                             | 8                                             | 47:33                                         | 26                                            | 6.                                            |                                               |       |
| 2016    | Brunei Super League   | 1     | 9                                             | 1                                             | 2                                             | 6                                             | 14:33                                         | 5                                             | 10.                                           | Achtelfinale                                  |       |
| 2017/18 | Brunei Super League   | 1     | 20                                            | 3                                             | 1                                             | 16                                            | 26:60                                         | 10                                            | 11. ▼                                         | Viertelfinale                                 |       |
| 2018/19 | Brunei Premier League | 2     | 7                                             | 2                                             | 2                                             | 3                                             | 7:15                                          | 8                                             | 3.                                            | Achtelfinale                                  |       |
| 2020    | Brunei Super League   | 1     | Abbruch wegen der COVID-19-Pandemie in Brunei | Abbruch wegen der COVID-19-Pandemie in Brunei | Abbruch wegen der COVID-19-Pandemie in Brunei | Abbruch wegen der COVID-19-Pandemie in Brunei | Abbruch wegen der COVID-19-Pandemie in Brunei | Abbruch wegen der COVID-19-Pandemie in Brunei | Abbruch wegen der COVID-19-Pandemie in Brunei | Abbruch wegen der COVID-19-Pandemie in Brunei |       |
| 2021    | Brunei Super League   | 1     | Abbruch wegen der COVID-19-Pandemie in Brunei | Abbruch wegen der COVID-19-Pandemie in Brunei | Abbruch wegen der COVID-19-Pandemie in Brunei | Abbruch wegen der COVID-19-Pandemie in Brunei | Abbruch wegen der COVID-19-Pandemie in Brunei | Abbruch wegen der COVID-19-Pandemie in Brunei | Abbruch wegen der COVID-19-Pandemie in Brunei | Abbruch wegen der COVID-19-Pandemie in Brunei |       |
| 2022    | Brunei Super League   | 1     | Keine Austragung                              | Keine Austragung                              | Keine Austragung                              | Keine Austragung                              | Keine Austragung                              | Keine Austragung                              | Keine Austragung                              | Gruppenphase                                  |       |
| 2023    | Brunei Super League   | 1     | 16                                            | 2                                             | 0                                             | 14                                            | 18:69                                         | 6                                             | 16.                                           | Keine Austragung                              |       |
| 2024/25 | Brunei Super League   | 1     | 13                                            | 3                                             | 1                                             | 9                                             | 11:53                                         | 10                                            | 11.                                           | Keine Teilnahme                               |       |